# Kemi
Kemi [ˈkɛmi] ist eine finnische Hafenstadt an der Mündung des Kemijoki in den Bottnischen Meerbusen. Sie ist 91,96 km² groß, 1,25 km² dieser Fläche ist Wasser.

## Geschichte
Bereits im Mittelalter war Kemi begünstigt durch die Wasserwege ein wichtiger Handelsplatz für Felle und Fisch. 1869 erhielt Kemi durch kaiserlichen Erlass (Zar Alexander II.) die Stadtrechte und bekam durch seinen Hafen eine wichtige Rolle im Zuge der Industrialisierung. 1903 wurde Kemi ans Eisenbahnnetz angeschlossen. Von wirtschaftlicher Bedeutung sind vor allem die holzverarbeitenden Betriebe.

## Einwohnerentwicklung
Entwicklung der Einwohnerzahl (31. Dezember):
| Jahr | Einwohner |
| ---- | --------- |
| 1980 | 26.928    |
| 1985 | 26.421    |
| 1990 | 25.374    |
| 1995 | 24.696    |

| Jahr | Einwohner |
| ---- | --------- |
| 2000 | 23.689    |
| 2005 | 22.831    |
| 2010 | 22.537    |
| 2012 | 22.257    |

## Infrastruktur und Wirtschaft

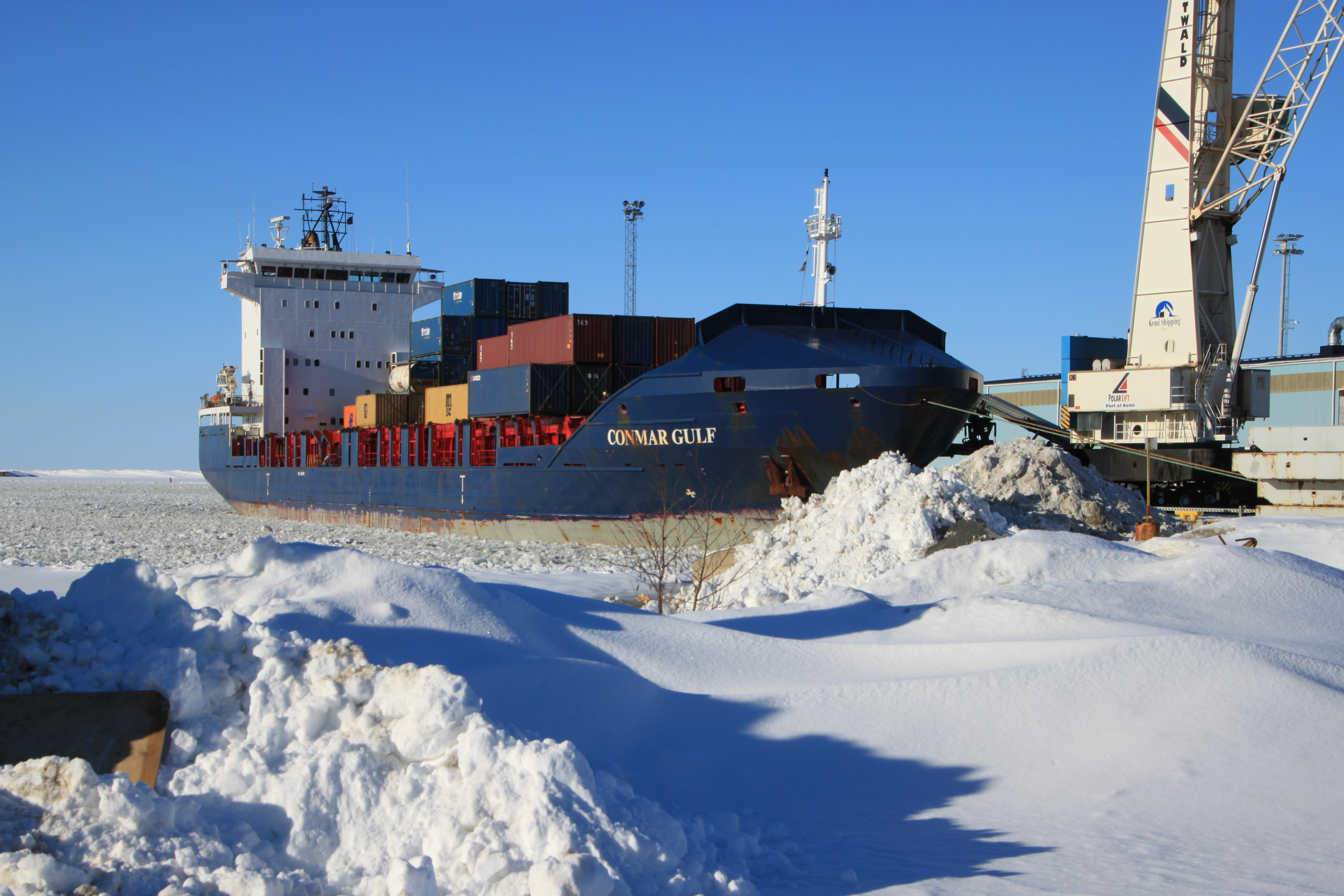
Containerumschlag im Terminal Ajos

In Kemi verzweigt sich die VR-Eisenbahnlinie aus Oulu in einen östlichen Ast über Rovaniemi nach Kemijärvi und einen nördlichen Ast nach Kolari. Von Montag bis Donnerstag gibt es drei tägliche Direktverbindungen nach Helsinki, an anderen Tagen auch mehr.
Darüber hinaus gibt es den Flughafen Kemi-Tornio, der zusätzlich der Stadt Tornio dient.
Am Bottnischen Meerbusen gelegen, verfügt Kemi auch über zwei Hafenterminals, Ajos und Veitsiluoto. In beiden Häfen werden überwiegend Rohstoffe und Fertigprodukte der Papier- und Forstindustrie verschifft, aber auch Container und Massengut, wie etwa Erze, können dort umgeschlagen werden. Zu Ajos gehört zudem ein Ölhafen für den Import von Ölprodukten. Über regelmäßige Liniendienste ist Kemi mit anderen Frachthäfen in Europa verbunden. Im Winter erschwert Eisgang im Bottnischen Meerbusen den Zugang zu Kemi's Häfen, jedoch sind mehrere Eisbrecher des finnischen National Board of Navigation im Einsatz, um die Fahrrinnen auch im Winter offen zu halten.
In Kemi sind zwei große Papierfabriken angesiedelt, die Stora Enso Veitsiluoto Mill (ehemals Veitsiluoto Oy) und Metsä Board (ehemals Kemi Oy), die mit einer integrierten Zellstofffabrik Kraftliner produzieren. In der Nähe befinden sich Chromerzvorkommen, mit denen das Ferrochromwerk der Firma Outokumpu in Tornio beliefert wird.

## Wappen
Beschreibung: In Rot und Blau geteilt, oben ein silberner Anker und unten ein silberner Fisch. Über dem Wappen eine goldene Krone.

## Politik
Verwaltung

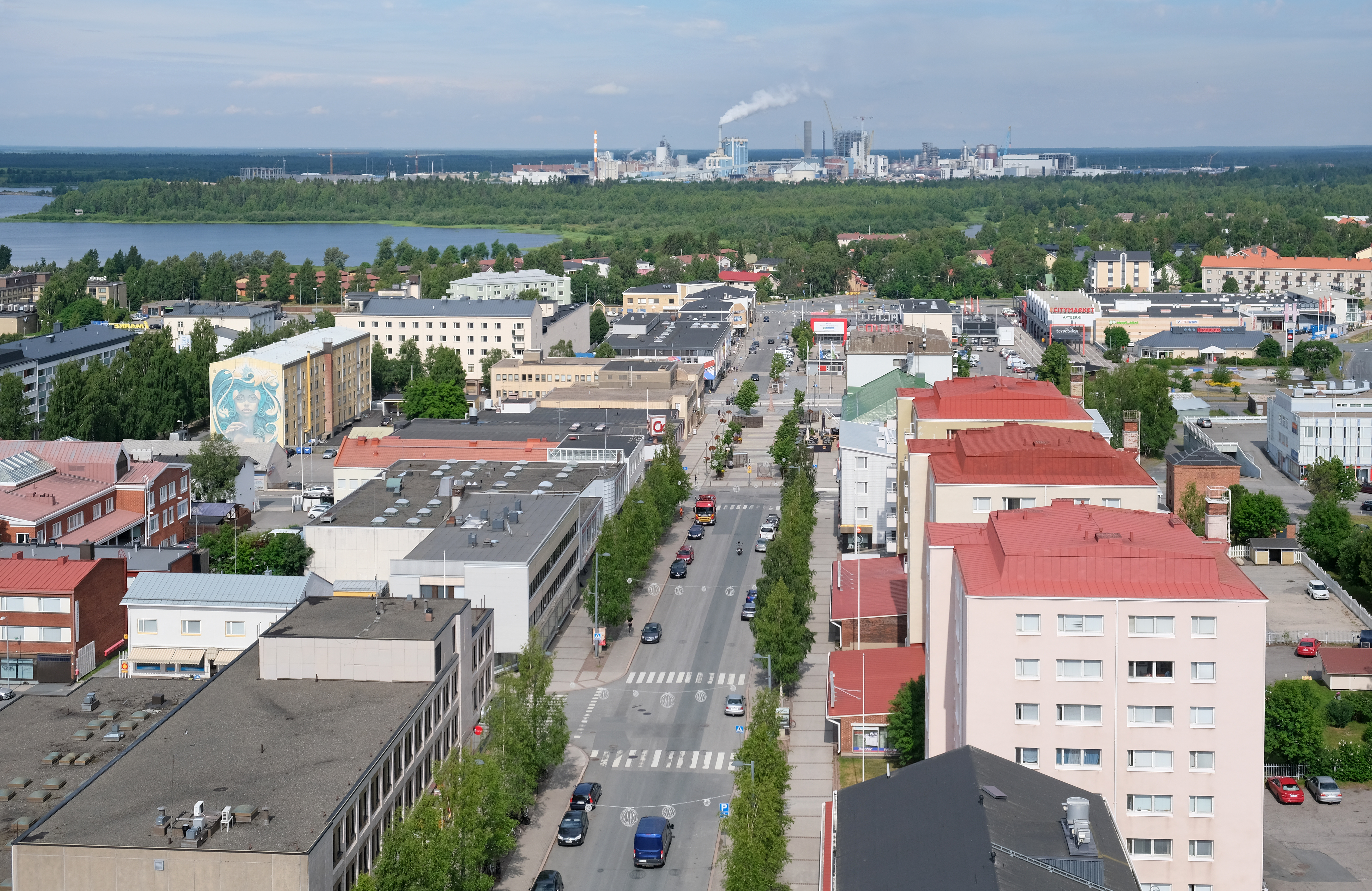
Kemi Zentrum

Kemi ist eine Hochburg der finnischen Linken. Die stärkste politische Kraft ist keine der drei finnischen Volksparteien, sondern das in Lappland traditionell starke Linksbündnis, das bei den Kommunalwahlen 2012 mit einem Stimmenanteil von 32,3 % hier das landesweit beste Ergebnis erzielte und 15 von 43 Sitzen im Stadtrat, der höchsten Entscheidungsinstanz in kommunalen Angelegenheiten, stellt. Zweitstärkste Kraft sind die Sozialdemokraten mit knapp einem Viertel der Stimmen und 11 Mandaten.

Das bürgerliche Lager ist mit der Zentrumspartei (7 Sitze) und der Nationalen Sammlungspartei (6 Sitze) recht schwach, die Basisfinnen konnten bei den Wahlen 2008 die größten Gewinne einfahren und sind jetzt mit 4 Abgeordneten vertreten, die Grünen mit einem.
| Partei                    | Wahlergebnis 2012 | Sitze |
| ------------------------- | ----------------- | ----- |
| Linksbündnis              | 32,3 %            | 15    |
| Sozialdemokraten          | 23,6 %            | 10    |
| Zentrumspartei            | 16,8 %            | 07    |
| Nationale Sammlungspartei | 13,3 %            | 06    |
| Basisfinnen               | 08,7 %            | 04    |
| Grüner Bund               | 02,3 %            | 01    |

## Sehenswürdigkeiten

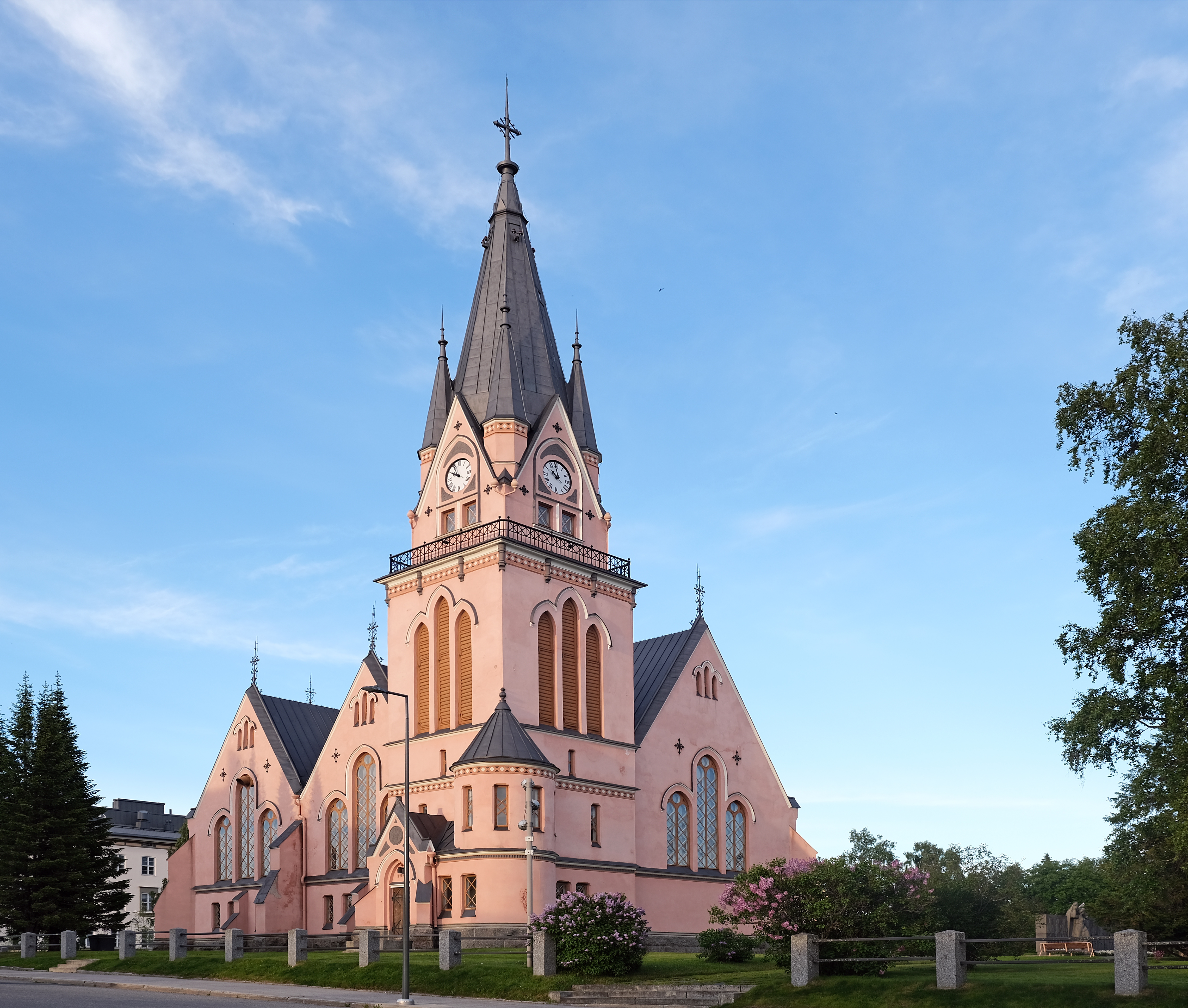
Die Kirche von Kemi

Die bedeutendste Sehenswürdigkeit von Kemi ist die Edelsteingalerie. Hier sind 3000 Edelsteine, eine  Goldschmiedewerkstatt und eine Dokumentation über Entstehung und Lagerung von Edelsteinen zu sehen. Eine originalgetreue Nachbildung der Krone von Königin Elisabeth II. von Großbritannien sowie der finnischen Krone bilden dabei die berühmtesten Exponate. Die Galerie hat jahreszeitlich abhängige Öffnungszeiten.
Das Stadthaus wurde 1940 nach den Plänen des Architekten Bertel Strömer fertiggestellt. Die oberen Stockwerke des 51 m hohen Gebäudes fungieren als Wasserturm. Während des Lapplandkrieges wurde 1944 von den deutschen Truppen versucht, das Stadthaus zu sprengen, was jedoch misslang. Das Gebäude wurde 1967 erweitert und um ein weiteres Stockwerk erhöht. Im obersten Stockwerk befinden sich ein Café und eine Aussichtsterrasse.

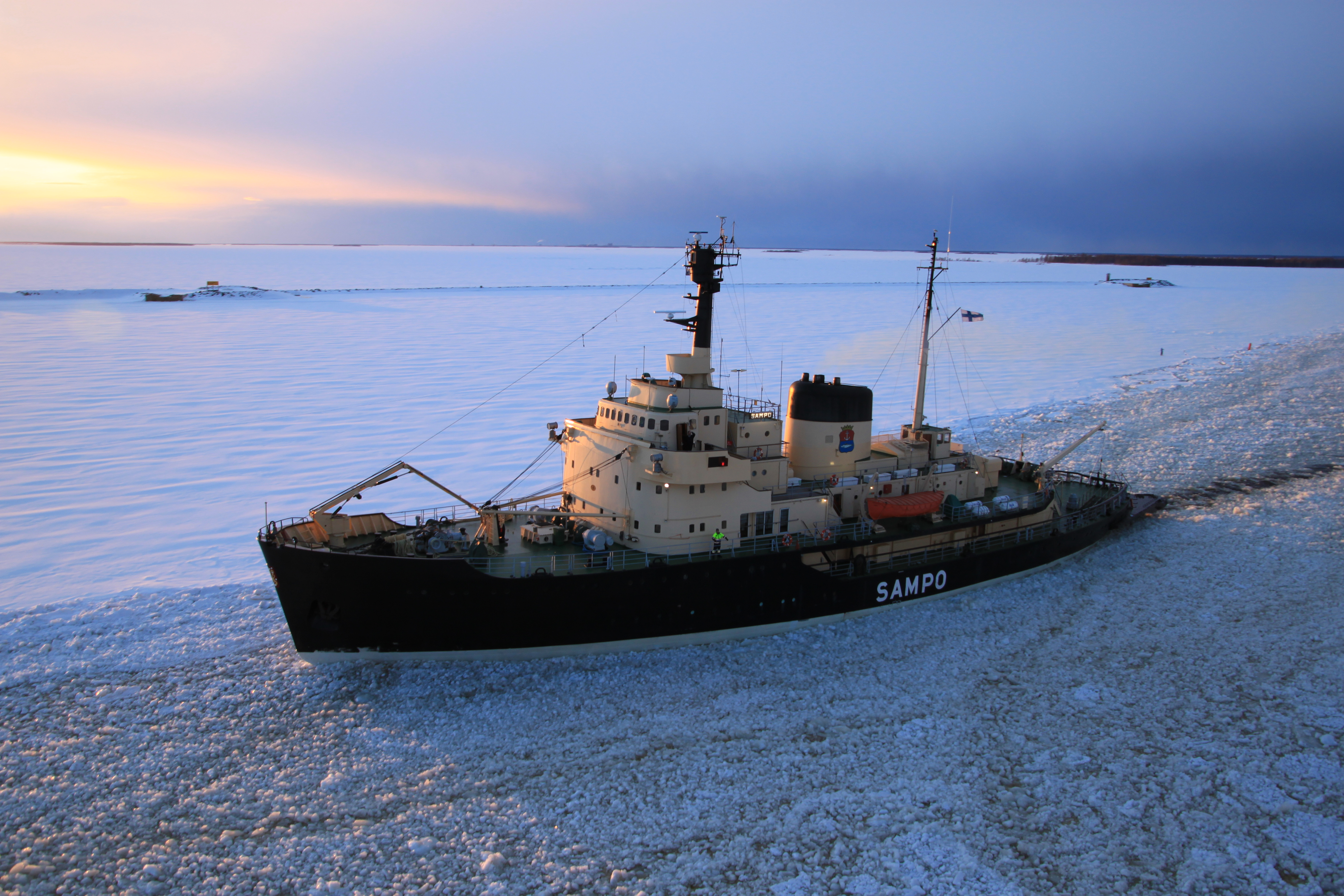
Sampo verlässt den Hafen

Im Hafen von Kemi (Ajos) liegt der 1961 erbaute Eisbrecher Sampo. Der inzwischen stillgelegte und zu einem luxuriösen Kreuzfahrtschiff umgebaute Eisbrecher hat eine Kapazität von bis zu 150 Besuchern. Mit dem Eisbrecher kann man im Winter zwei- bis sechsstündige Fahrten auf der vereisten Ostsee unternehmen. Dazu gehören auch Ausflüge mit dem Ski- und Motorschlitten oder Hunde- und Rentiersafaris. Im Sommer kann man das Schiff besichtigen und im Restaurant essen. Der 75 m lange und 17,4 m breite Eisbrecher Sampo wiegt 3450 Tonnen und verfügt über eine Leistung von 8800 PS. Seine Spitzengeschwindigkeit auf offenem Gewässer beträgt 16 Knoten.
Seit 1996 wird in Kemi jährlich die Schneeburg von Kemi (finn. Lumilinna) errichtet.

## Söhne und Töchter der Stadt
- Tauno Lindgren (1911–1991), Radrennfahrer
- Paavo Aaltonen (1919–1962), Geräteturner
- Elissa Aalto (1922–1994), Architektin und Designerin
- Antti Atamila, auch bekannt als Antti Anatomy, Bassist der Glam-Rock-Band Negative
- Mika Halvari (* 1970), Kugelstoßer
- Sanna Lankosaari (* 1978), Eishockeyspielerin
- Väinö Perttunen (1906–1984), Ringer
- Hannu Tihinen (* 1976), Fußball-Nationalspieler
- Per Olof Ultvedt (1927–2006), kinetischer Künstler
- Paavo Väyrynen (* 1946), Politiker
- Reima Virtanen (* 1947), Boxer
- Jori Hulkkonen (* 1973), Musiker
- Tony Kakko (* 1975), Sänger
- Elias Viljanen (* 1975), Gitarrist
- Jani Liimatainen (* 1980), Gitarrist
- Tommy Portimo (* 1981), Schlagzeuger